# Ромовый бульвар
«Ромовый бульвар» (фр. Boulevard Du Rhum) — художественный фильм режиссёра Робера Энрико 1971 года. Экранизация произведения, автор которого — Жак Пинераль. Действие фильма происходит в 1920-х годах в Центральной Америке, в нём показана жизнь бутлегеров — контрабандистов, перевозящих спиртное в США в годы «сухого закона». Основа сюжета — любовь капитана фон Зелинго и актрисы Линды ле Рю (Брижит Бардо).

## В ролях
- Лино Вентура — Корнелиус фон Зелинга
- Бриджит Бардо — Линда ла Рю
- Клайв Ревилл — лорд Хэммонд
- Билл Треверс — Сандерсон
- Антонио Касас — Уилкинсон
- Урсула Кюблер — Женни

## Сюжет
Во времена сухого закона «ромраннеры» незаконно ввозили спиртное в США со стороны Карибского моря, а местечко это называлось «Ромовый бульвар». Катер береговой охраны расстрелял и затопил небольшое судно с грузом алкоголя, и только одному человеку — Корнелиусу Ванзелинго — удалось добраться до берега. Спасаясь от пуль, он попадает в Мексику, где играет на крупные деньги в смертельную игру: в него стреляют в полной темноте 12 человек, и если он останется в живых, то за каждый раз получает 5 тысяч долларов. Ему повезло 12 раз. На эти деньги он покупает собственное судно и снова берётся за контрабанду. Судьба знакомит его в Гаване со знаменитой киноактрисой Линдой ле Рю, которая, влюбившись, отправляется вместе с ним, а далее следуют романтические приключения с перестрелками и уймой смешных и милых ситуаций, местами даже трогательных.

## Критика
Газета «Нью-Йорк Таймс» писала, что фильм стал прорывом в карьере Бардо, в котором умерла звезда и родилась настоящая актриса.